# Kopulace
Kopulace je pohlavní akt, který u mnohobuněčných živočichů spočívá v bezprostředním kontaktu dvou jedinců vedoucímu k oplodnění. Odvozené adjektivum je kopulační (nikoli kopulativní). Kopulace je biologický termín; u člověka se tento akt označuje spíše jako soulož (koitus, pareunie).
Kopulace u prvoků (známá u bičíkovců, kořenonožců a výtrusovců) spočívá ve splynutí dvou jedinců, kteří jsou zároveň i gametami.
Kopulací se také nazývá akt pohlavního spojení dvou jedinců vlivem sexuálního pudu. Takový akt nemusí vést k oplodnění, jeho význam může spočívat v uspokojení tohoto pudu. Takové chování, oproti ustáleným názorům, může být hromadnou záležitostí nejen u lidí, ale také u vyšších druhů zvířat, rovněž i stejného pohlaví. Příkladem zvířat, u kterých se objevuje toto hromadné sexuální chování, jehož významem je udržování vzájemných vztahů a dosahování uspokojení, jsou šimpanzi bonobo.
Kopulace je u většiny živočichů předcházena více nebo méně složitým rituálem zahrnujícím signály pachové, zvukové a zrakové. U některých druhů dochází ke kopulaci pouze v části roku, v období říje, kdy organismy samců i samic vytvářejí potřebné hormony.
Kopulace má občas velmi rychlý průběh. U některých pavouků je rychlé jednání samce zapříčiněno faktem, že samice po ukončení kopulace samce sní. U kudlanek je požírání samce časté, občas se mu však podaří utéci.

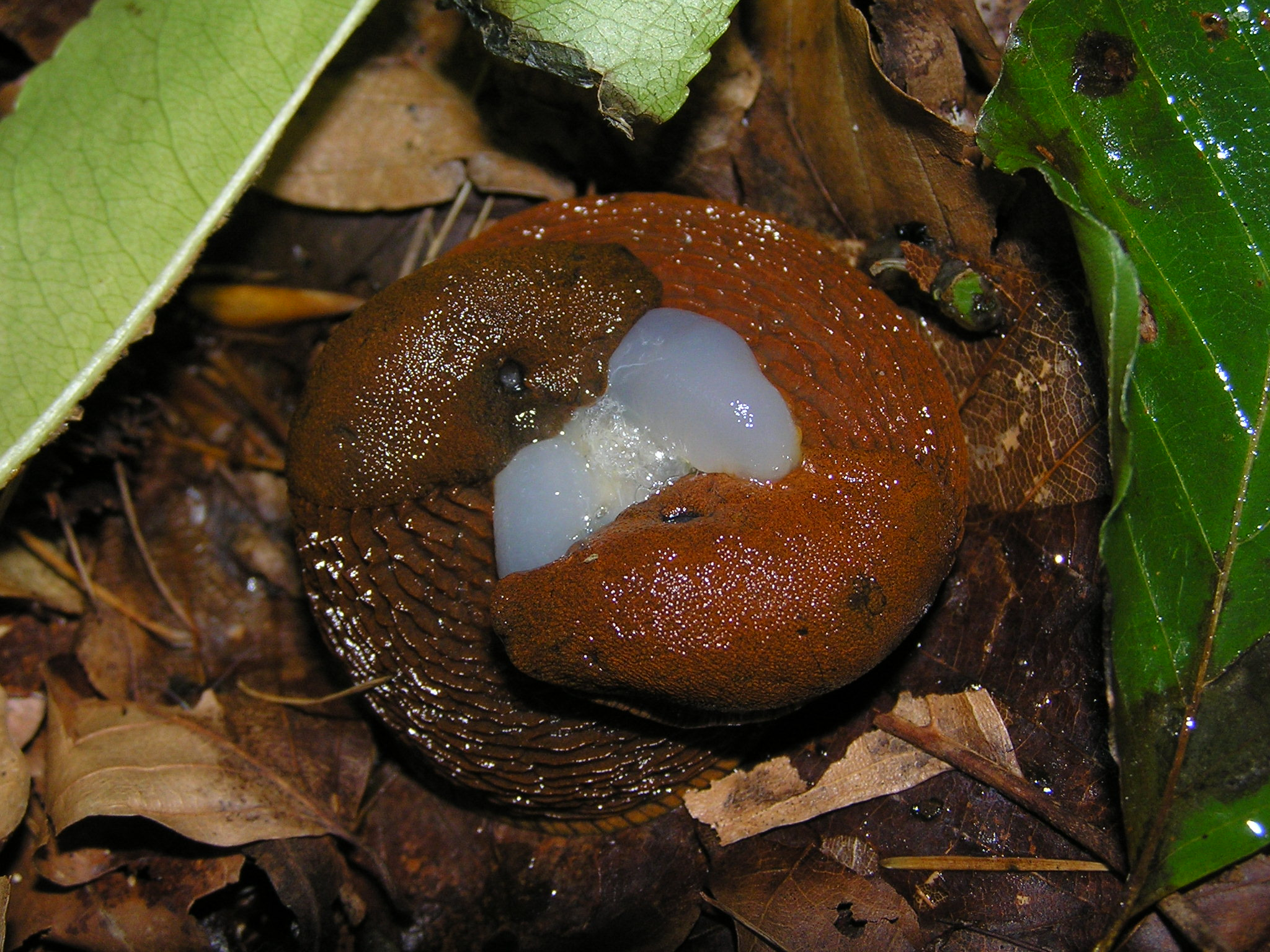
páření plzáků
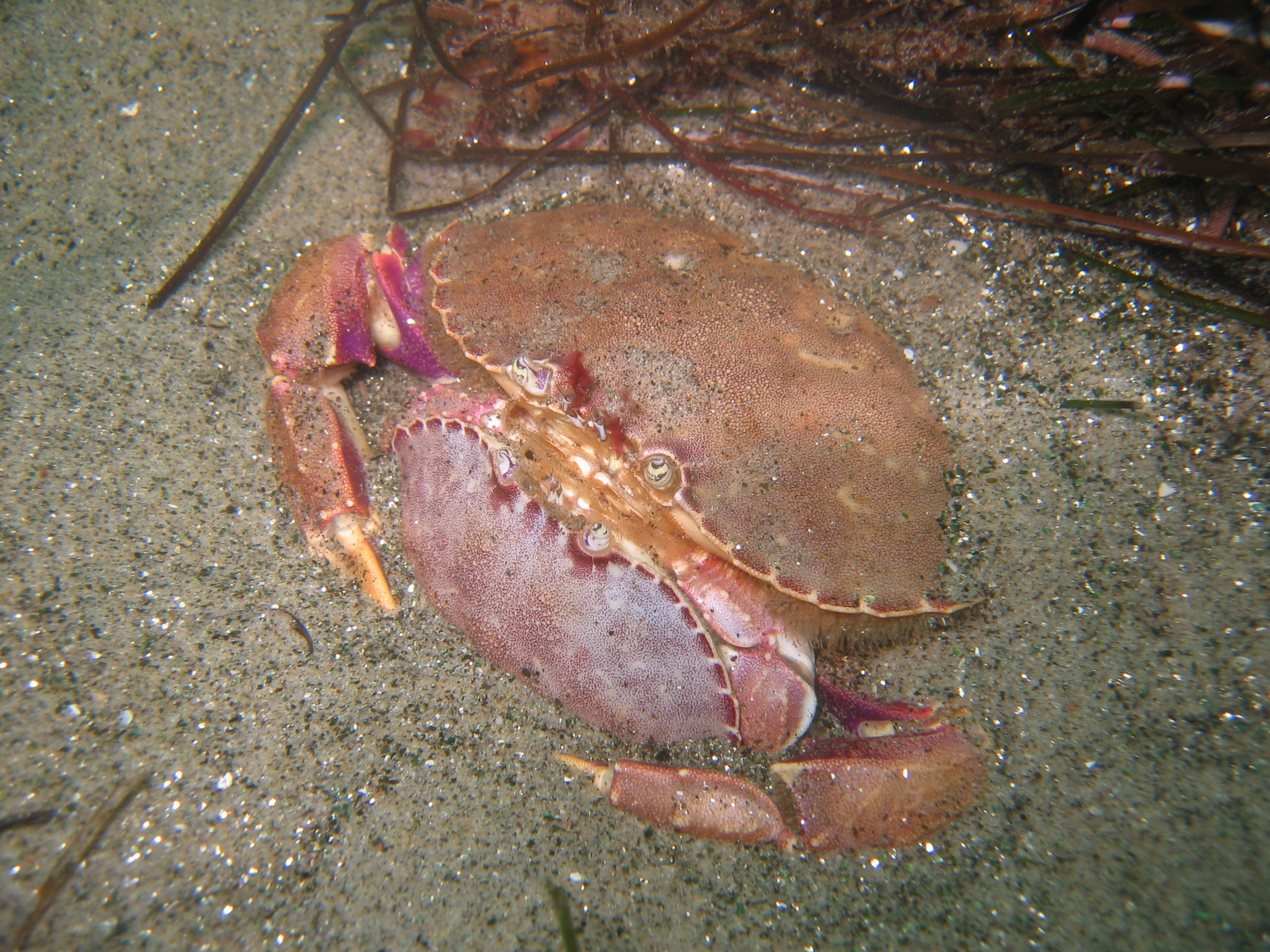
páření krabů
páření pavouků
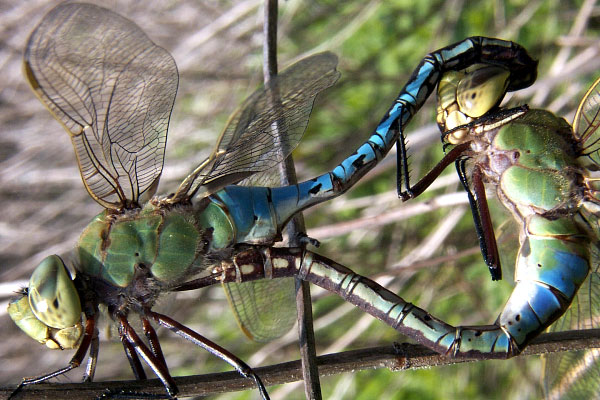
páření různokřídlic
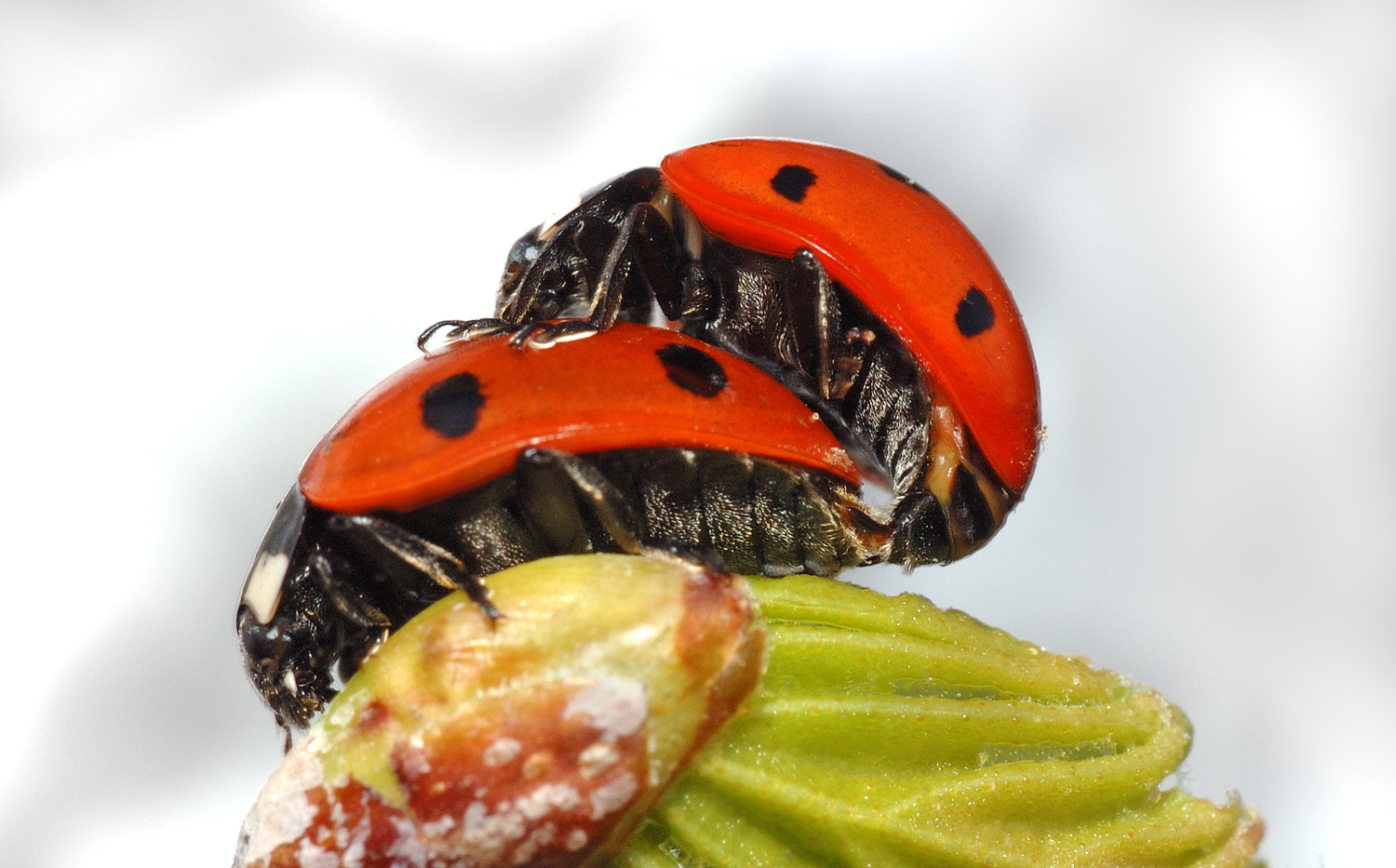
páření slunéček
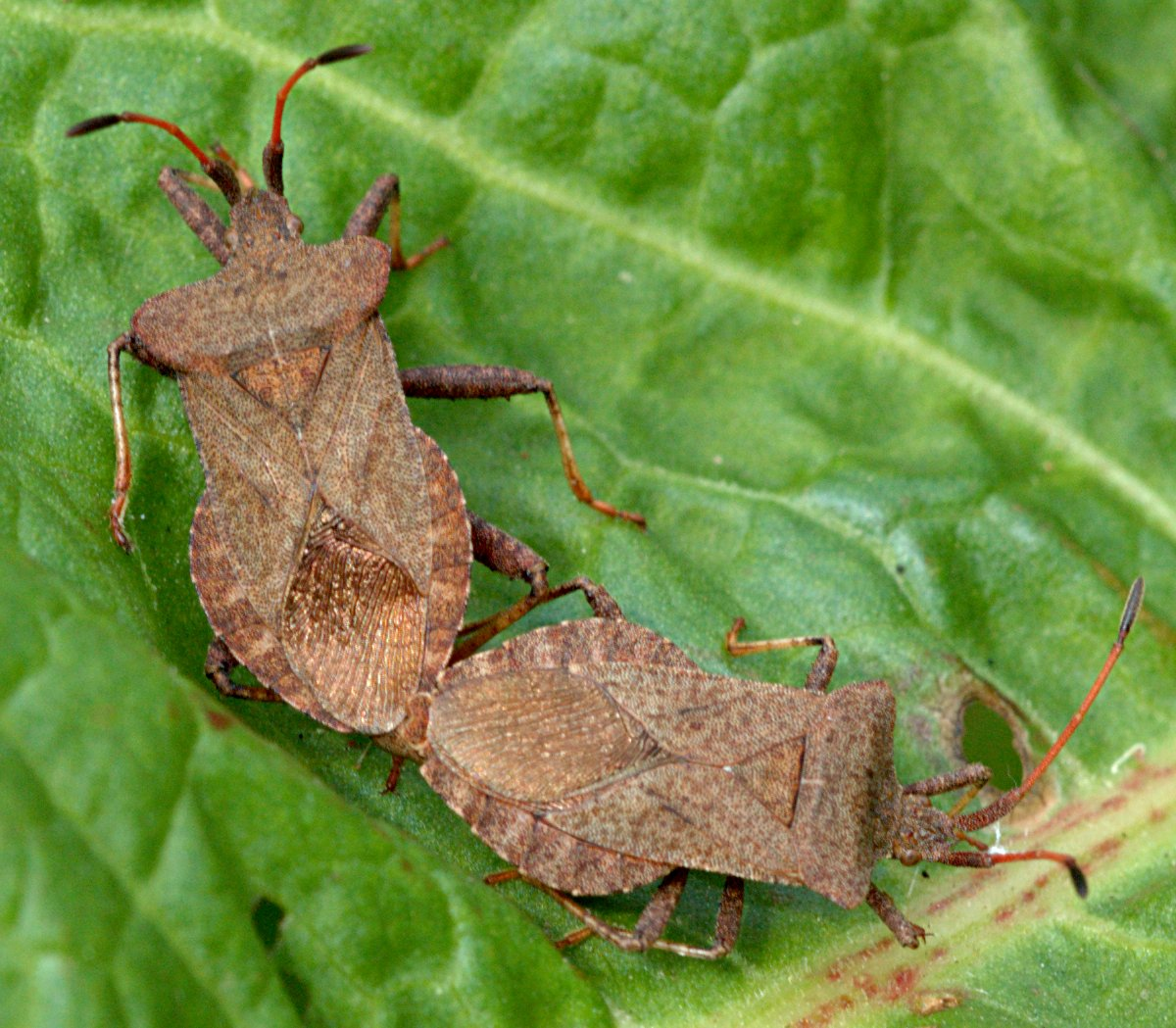
páření ploštic
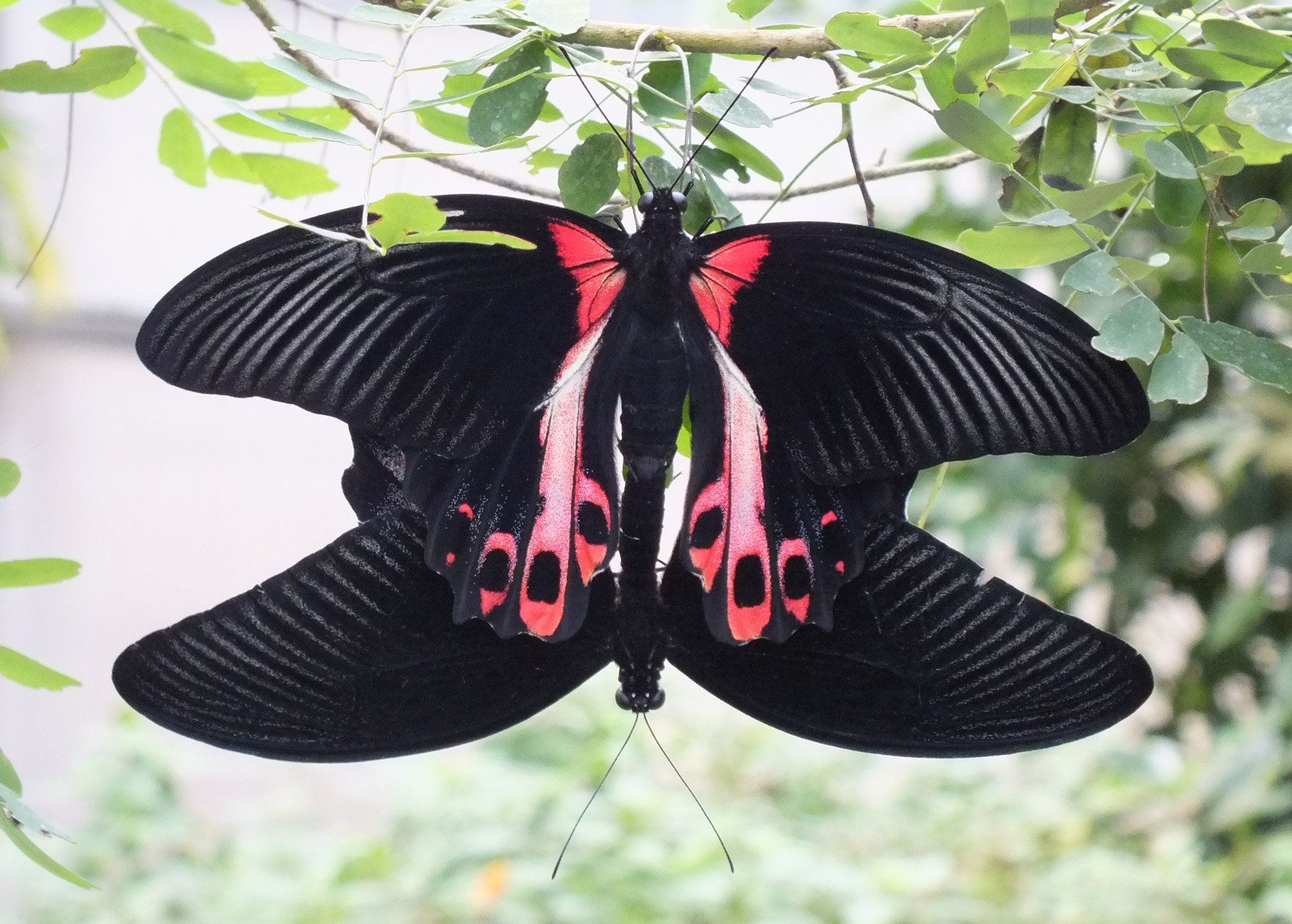
páření motýlů
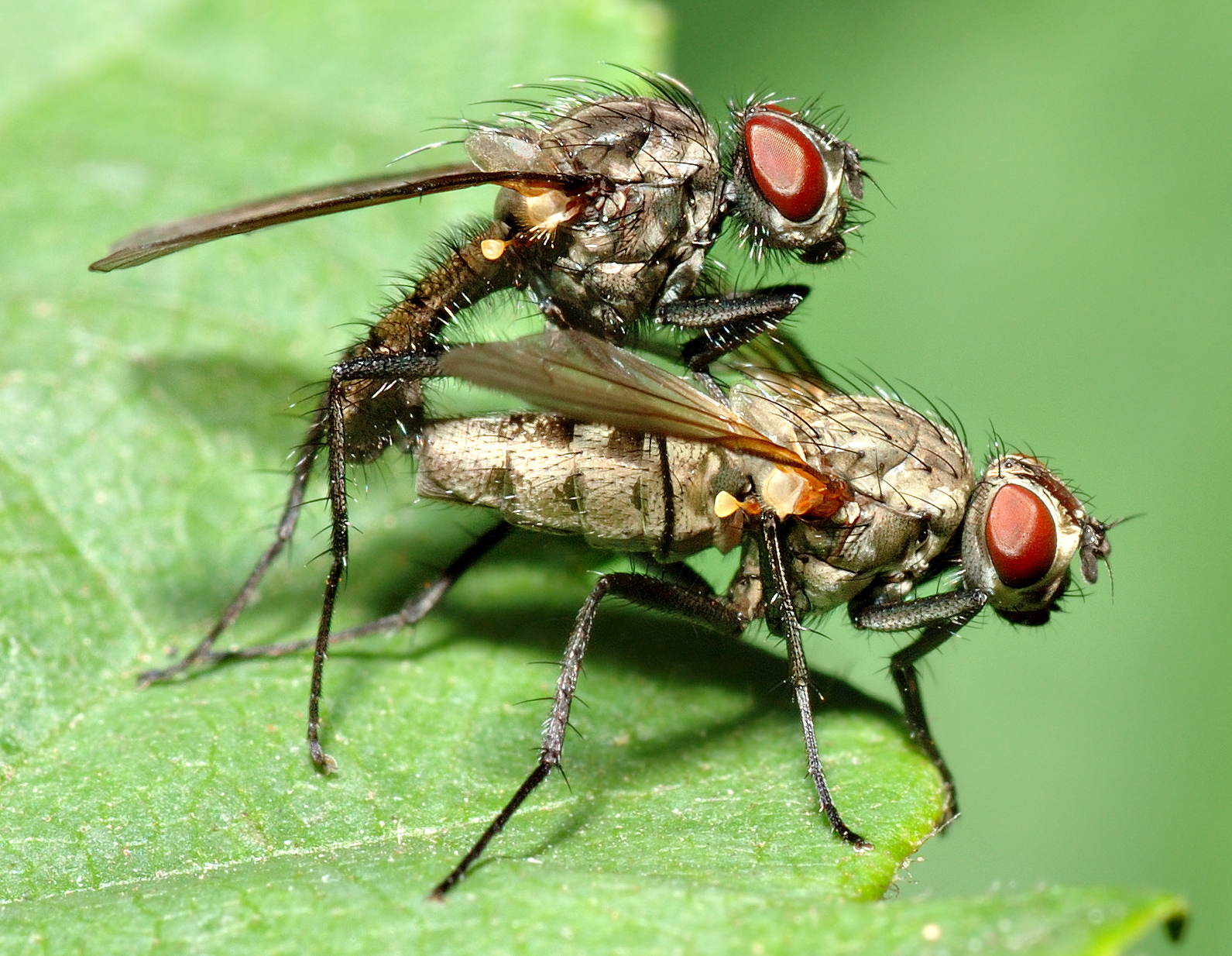
páření - Anthomyiidae
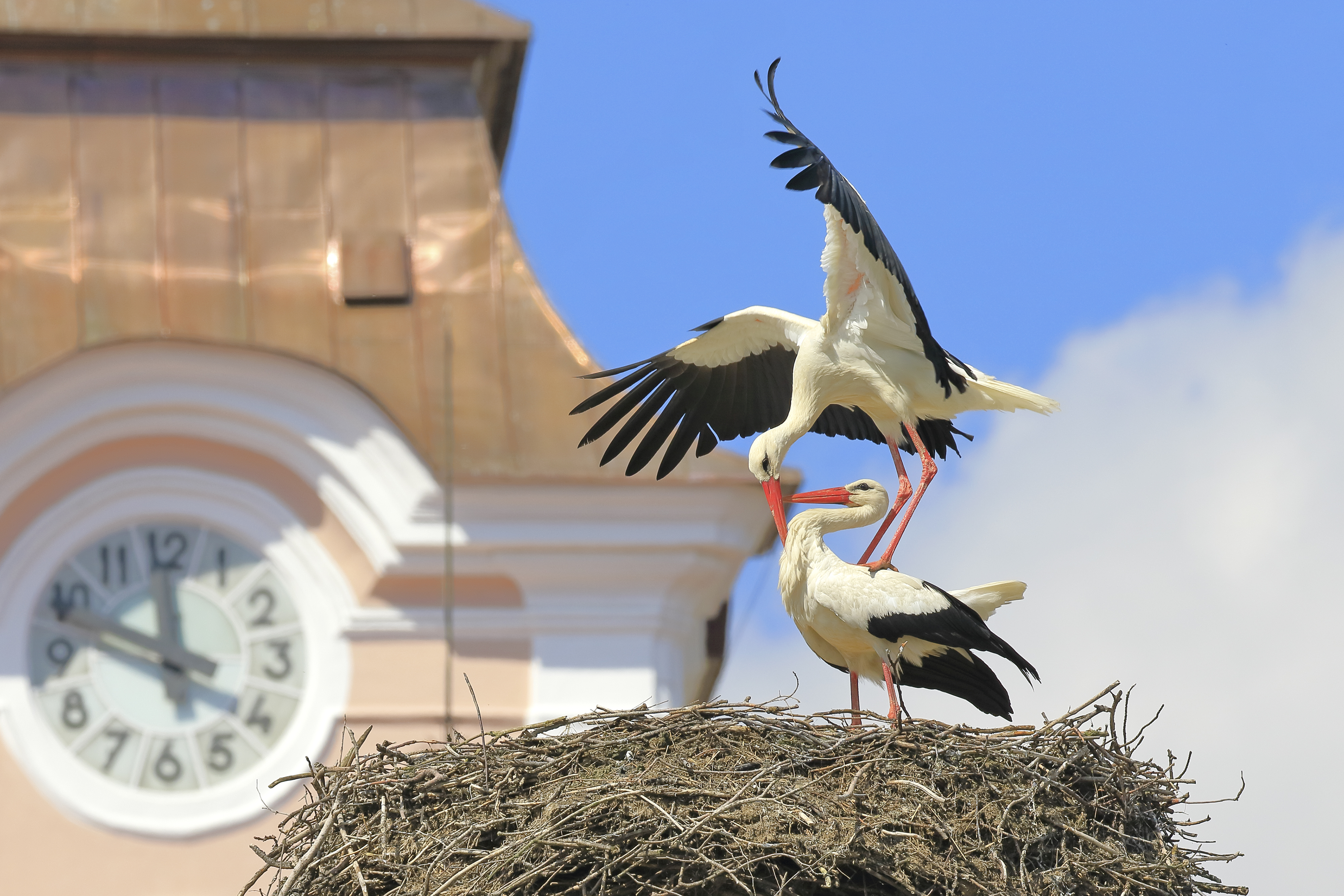
páření čápů bílých
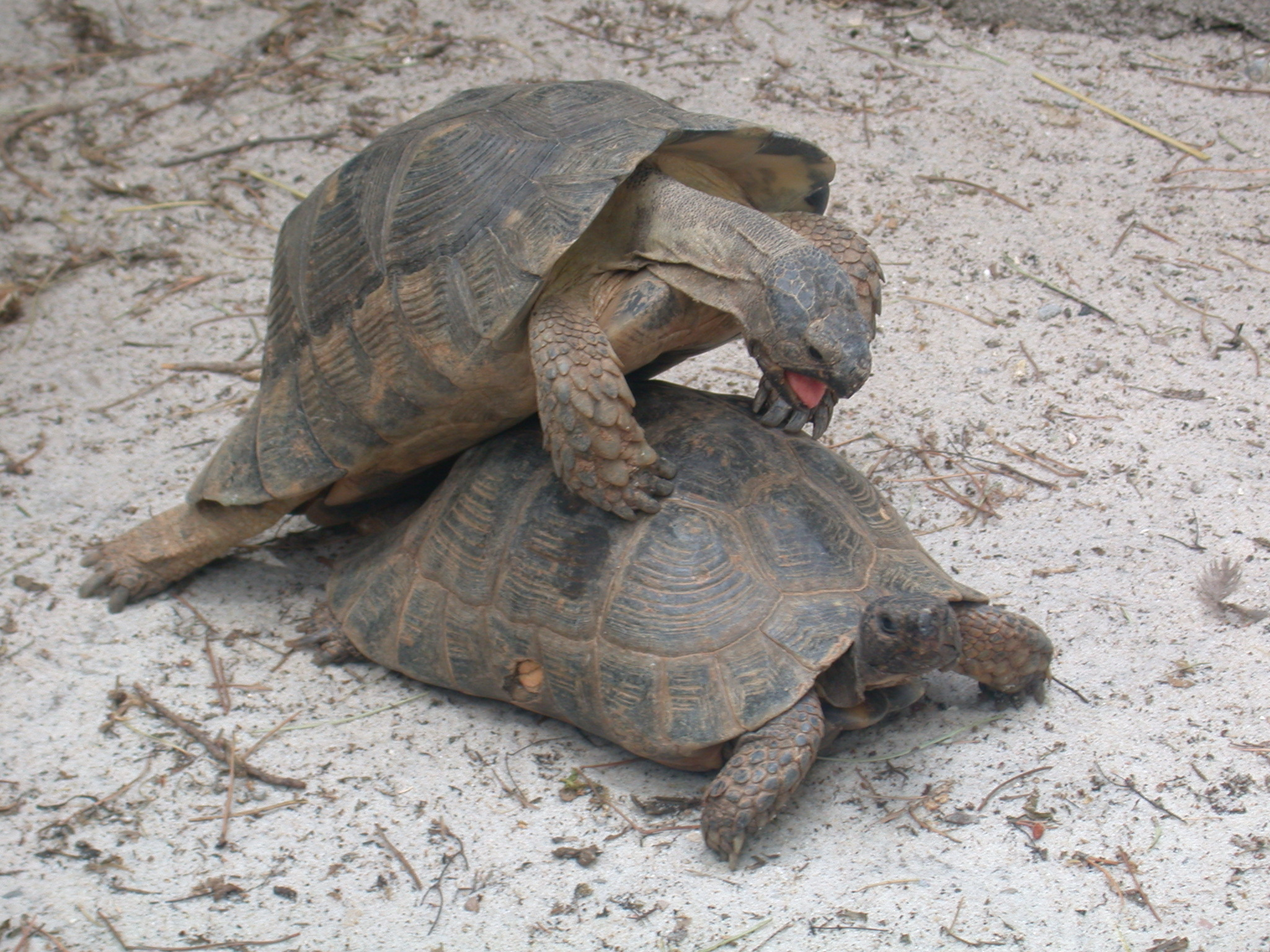
páření želv
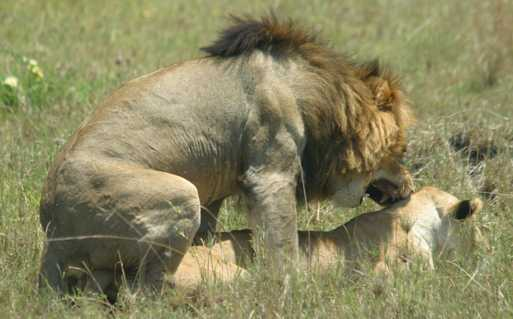
páření lvů